# Modřenec chocholatý
Modřenec chocholatý (Muscari comosum, syn.: Leopoldia comosa) je druh jednoděložné rostliny z čeledi chřestovité (Asparagaceae). V minulosti byl řazen do čeledi hyacintovité (Hyacinthaceae), případně do čeledi liliovité v širším pojetí (Liliaceae s.l.).Někteří autoři, jako třeba Dostál 1989, ho řadili do samostatného rodu Leopoldia, česky pak modravec chocholatý.

## Popis
Jedná se o asi 15–50 cm vysokou vytrvalou rostlinu s podzemní vejčitou cibulí, má asi 2,5–3 cm v průměru, která je obalena červenohnědou slupkou, uvnitř je růžová. Listy jsou jen v přízemní růžici, přisedlé, 3-5 z jedné cibule, kratší než stvol. Čepele jsou čárkovité, svrchu žlábkovité, asi 0,5–2 cm široké. Květy jsou v květenstvích, kterým je vrcholový hrozen, který obsahuje asi 40-100 květů. V dolní části květenství jsou fertilní květy, v horní části sterilní, tyto květy jsou od sebe barevně i tvarově nápadně odlišné. Okvětí se skládá z 6 okvětních lístků, které jsou skoro po celé délce srostlé v baňkovitou okvětní trubku, jen nahoře jsou krátké ven vyhnuté cípy. Okvětní trubka fertilních květů je zelenavá až hnědozelená, okvětní cípy dolních květů jsou zelenavé. Okvětní trubka sterilních květů je užší a kratší než u květů fertilních, fialová, květy tvoří nápadnou vrcholovou chocholku, stopky sterilních květů jsou 3-6x delší než květy. Tyčinek je 6, nitky srostlé s okvětní trubkou. Gyneceum je srostlé ze 3 plodolistů, plodem je tobolka.

## Rozšíření
Modřenec chocholatý roste přirozeně v jižní, jihozápadní, a jihovýchodní Evropě s přesahem do střední Evropy, dále roste v severní Africe a jihozápadní Asii. Pěstovaný a zplanělý roste i jinde včetně Severní Ameriky

## Rozšíření v Česku
V ČR roste v teplých oblastech od nížin po pahorkatiny. Roste hlavně na různých suchých stráních a loukách, na mezích, ve vinicích a v akátinách. Kvete v květnu až v červenci.